# Neritodryas
Neritodryas is een geslacht van weekdieren uit de klasse van de Gastropoda (slakken).

## Soorten
- Neritodryas cornea (Linnaeus, 1758)
- Neritodryas dubia (Gmelin, 1791)